# Creagen Dow
Creagen Dow (1 de mayo de 1991) es un actor estadounidense. Dow reaparece haciendo el rol como Jeremiah Trottman en la serie de Nickelodeon, Zoey 101. Él también es actor en Hannah Montana, Without a Trace, Veronica Mars, Chuck, Greek, Castle, Numb3rs y Entourage y de vez en cuando interpreta voces de "Mullet Boy" en las películas de The Ant Bully.

## Filmografía
| Películas            | Películas                             | Películas           | Películas                                      |
| Año                  | Películas                             | Personaje           | Notas                                          |
| -------------------- | ------------------------------------- | ------------------- | ---------------------------------------------- |
| 2004                 | Costume Party Capers: The Incredibles | Joey                | TV película                                    |
| 2004                 | From the Ashes                        | Traveller's Son     | Cameo                                          |
| 2006                 | Auteur                                | Young Eric          |                                                |
| 2006                 | The Ant Bully                         | Mullet Boy          | voz                                            |
| 2007                 | The Last Day of Summer                | Gus                 | Main character; Television movie               |
| 2008                 | Four Christmases                      | Sheep               |                                                |
| 2008                 | The Least of These                    | Patrick             | Completed                                      |
| Series de televisión |                                       |                     |                                                |
| Año                  | Series de televisión                  | Personaje           | Notas                                          |
| 2006                 | Hannah Montana                        | Donny               | 2 episodios                                    |
| 2007                 | Chuck                                 | Teenage Boy         | 2 episodios                                    |
| 2005-2008            | Zoey 101                              | Jeremiah Trottman   | 14 episodios                                   |
| Aparición especial   |                                       |                     |                                                |
| Año                  | Series de televisión                  | Personaje           | Notas                                          |
| 2006                 | Without a Trace                       | Peter Hoyt - Age 14 | "Check Your Head" (Temporada 4, Episodio 17)   |
| 2006                 | Veronica Mars                         | Ferret Boy          | "Welcome Wagon" (Temporada 3, Episodio 1)      |
| 2008                 | Greek                                 | Geek                | "Crush Landing" (Temporada 2, Episodio 2)      |
| 2009                 | Castle                                | Max Heller          | "Hedge Fund Homeboys" (Temporada 1 Episodio 3) |
| 2009                 | Numb3rs                               | Leonard             | "Disturbed" (Temporada 5, Episodio 21)         |
| 2009                 | Entourage                             | Dude                | "Murphy's Lie" (Temporada 6, Episodio 6)       |
| 2009                 | FlashForward                          | Billy               | "Rules Of The Game" (Temporada 1 Episodio 8)   |